# Rumle Hammerich
Jens Peter "Rumle" Hammerich, född 16 november 1954 i Köpenhamn, är en dansk regissör, manusförfattare och filmproducent verksam i Sverige. Han är son till Paul Hammerich och bror till Camilla Hammerich. Han har regisserat flera filmer med manus av Ulf Stark.

## Biografi
Hammerich arrangerade 1980, bland annat tillsammans med danska poeterna Jens Fink-Jensen och Michael Strunge, generationsmanifestationen NÅ!!80 i Huset i Köpenhamn.
Rumle Hammerich tilldelades 1989 Guldantennen för filmen Dårfinkar och Dönickar

## Filmografi
- Otto er et næsehorn (Otto är en noshörning) (1983)
- Hunden som log (1989)
- Dårfinkar & dönickar (1989) (tv-serie)
- Fasadklättraren (1991) (tv)
- Svart Lucia (1992)
- Lærerværelset (sex avsnitt, 1994)
- Kan du vissla Johanna? (1994) (TV)
- Taxa (två avsnitt, 1997)
- Herr von Hancken (2000) (TV-serie)
- Unge Andersen (2005)

### Regi i urval
- 1988 – Dårfinkar & dönickar (TV-serie)
- 1989 – Hunden som log
- 1991 – Fasadklättraren
- 1992 – Svart Lucia
- 1994 – Kan du vissla Johanna?
- 2000 – Herr von Hancken (TV-serie)

### Producent i urval
- 2003 - Ondskan